# Blacus rufipes
Blacus rufipes är en stekelart som först beskrevs av William Harris Ashmead 1889.  Blacus rufipes ingår i släktet Blacus och familjen bracksteklar. Inga underarter finns listade.